# For Crying Out Loud
For Crying Out Loud es el sexto álbum de estudio de la banda inglesa de rock Kasabian, lanzado el 5 de mayo de 2017. Es su último álbum con el vocalista principal Tom Meighan antes de su salida de la banda en 2020.

## Lanzamiento
El álbum estaba programado para ser publicado el 28 de abril de 2017, misma fecha en que se lanzó el disco Humanz de la banda Gorillaz, pero se postergó para el 5 de mayo del mismo año. Será el primer trabajo de Kasabian en ser distribuido en formato de vinilo de 12" en vez de LPs de 2x10".

## Lista de Canciones
1. "Ill Ray (The King)" – 3:39
2. "You're in Love with a Psycho" – 3:35
3. "Twentyfourseven" – 3:01
4. "Good Fight" – 3:50
5. "Wasted" – 4:07
6. "Comeback Kid" – 4:19
7. "The Party Never Ends" – 3:52
8. "Are You Looking for Action?" – 8:22
9. "All Through the Night" – 3:31
10. "Sixteen Blocks" – 4:19
11. "Bless This Acid House" – 3:44
12. "Put Your Life on It" – 4:35

### Edición de lujo:Live at:King Power Stadium[7]
1. "Underdog"
2. "Bumblebeee"
3. "Shoot the Runner"
4. "Eez-eh"
5. "Fast Fuse"
6. "Days Are Forgotten"
7. "I.D."
8. "British Legion"
9. "Doberman/Take Aim"
10. "Put Your Life on It"
11. "Stuntman"
12. "L.S.F."
13. "Stevie"
14. "Vlad The Impaler"
15. "Fire"